# تاتسویا یامامورا
تاتسویا یامامورا (به ژاپنی: 山村 竜也 やまむら たつや); تولد ۱۹۶۱ میلادی، نویسنده تاریخی اهل ژاپن بود. او مسئول تحقیقات تاریخی در مورد سریال‌های تاریخی ان‌اچ‌کی «یائه نو ساکورا»، «ریومادن» و «شینسنگومی!» و همچنین سریال تاریخی NHK BS «شینسنگومی کپوروکو» (تاریخ شینسنگومی) است. او همچنین با نوشتن مانگای اصلی، دامنه فعالیت‌های خود را گسترش می‌دهد.

## زندگی‌نامه
او متولد توکیو است. فارغ‌التحصیل دانشگاه چوئو. رمان‌های تاریخی با موضوع اواخر دوره ادو و سنگوکو می‌نویسد. آثاری عمدتاً در مورد شینسنگومی منتشر کرده است.
در سال ۲۰۰۴، او به عنوان محقق تاریخی برای سریال تایگا شینسنگومی از شبکه NHK انتخاب شد و از آن زمان مسئول تحقیقات تاریخی برای چندین سریال تاریخی بوده است. او همچنین یک مدرس فعال است که اغلب بر داستان‌های پشت صحنه مجموعه تلویزیونی تایگا تمرکز دارد.
او تا سال ۲۰۲۵ م ۱۲۷ کتاب منتشر کرده است، از جمله آناتومی مرمت میجی، بهترین راهنمای جهان برای شینسنگومی 『世界一よくわかる新選組』 و بهترین راهنمای جهان برای احیای میجی